# West Des Moines
West Des Moines è una città degli Stati Uniti d'America, nella Contea di Polk dello Stato dell'Iowa. È il centro maggiore della cintura metropolitana della capitale Des Moines e si estende toccando anche le contee di Dallas e Warren.